# Décès en 1972
Décès
- 1968
- 1969
- 1970
- 1971
- 1972
- 1973
- 1974
- 1975
- 1976

Cet article présente une liste de personnalités mortes au cours de l'année 1972.

Les mois de l'année font également l'objet de listes spécifiques :

## Décès par mois

### Inconnu
- Jacques Chapiro, peintre français d'origine russe (° 19 juin 1897).
- Eugène Camille Fitsch, peintre, décorateur de théâtre, aquafortiste, lithographe et enseignant américain d'origine française (° 11 décembre 1892).
- Eugène Delécluse, peintre, illustrateur et aquafortiste français (° 5 août 1882).
- Edgar Augustus Jerome Johnson, économiste américain (° 1900).
- Kawakami Sumio, peintre japonais (° 1895).
- Arthur Kolnik, peintre polonais (° 4 mai 1890).
- Auguste Le Guennant, compositeur français (° 10 janvier 1881).
- Gladys Mackenzie, physicienne écossaise (° 2 mai 1903).
- Ernie Mills, coureur cycliste britannique (° 10 avril 1913).
- José Rodríguez Vázquez, footballeur espagnol (° 1889).
- Ellis Wallin, peintre suédois (° 10 décembre 1888).

### Janvier
- 1er janvier :
  - Maurice Chevalier, acteur et chanteur français (° 12 septembre 1888).
  - Pietro Linari, coureur cycliste italien (° 15 octobre 1896).
- 3 janvier : Frans Masereel, graveur et peintre belge (° 30 juillet 1889).
- 6 janvier : Jeanne Dubut, peintre française (° 6 septembre 1889).
- 7 janvier : Telmo García,  coureur cycliste espagnol (° 21 juin 1906).
- 13 janvier : Jean Martine, syndicaliste et homme politique de la Côte française des Somalis (° 21 février 1909).
- 14 janvier : Frédéric IX, roi de Danemark (° 11 mars 1899).
- 16 janvier :
  - Ross Bagdasarian Sr., pianiste, chanteur, compositeur et acteur américain d'origine arménienne (° 27 janvier 1919).
  - Juan Ruiz Casaux, violoncelliste, chef d'orchestre et professeur de musique espagnol (° 23 décembre 1889).
- 17 janvier : Marcel Mouillot, peintre français (° 14 octobre 1889).
- 18 janvier : George Mitchell, acteur américain (° 21 février 1905).
- 19 janvier :
  - Paul Charlemagne, peintre et dessinateur français (° 9 août 1892).
  - Pierre-Henri Ducos de La Haille, peintre français (° 26 juillet 1889).
- 20 janvier : Paul-Émile Pissarro, peintre français (° 22 août 1884).
- 22 janvier : Miguel Gustavo, journaliste, animateur de radio et compositeur brésilien (°  24 mars 1922).
- 24 janvier :
  - Gene Austin, chanteur, auteur-compositeur-interprète et acteur américain (° 24 juin 1900).
  - Jerome Cowan, acteur américain  (° 6 octobre 1897).
- 27 janvier : Herbert Hübner, acteur allemand (° 6 février 1889).
- 28 janvier : Dino Buzzati, écrivain et peintre italien, journaliste au Corriere della Sera, dessinateur, nouvelliste, poète et dramaturge (°16 octobre 1906).
- 29 janvier : Hugh McDermott, acteur écossais (° 20 mars 1906).
- 30 janvier : Sisowath Vatchayavong, homme politique cambodgien (° 13 septembre 1891).

### Février
- 2 février : Natalie Clifford Barney, femme de lettres américaine (° 31 octobre 1875).
- 3 février : Jacques Le Cann, écrivain français (° 31 janvier 1886).
- 5 février : Yvonne Thivet, peintre française (° 4 février 1888).
- 8 février : Markos Vamvakaris, compositeur, musicien et chanteur grec (° 10 mai 1905).
- 14 février : Manuel Galera, coureur cycliste espagnol (° 3 décembre 1943).
- 17 février : Gavriil Popov, compositeur soviétique (° 12 septembre 1904).
- 19 février :
  - Jirō Yoshihara, considéré comme le fondateur du mouvement d'avant garde japonais Gutai (° 1er janvier 1905).
  - Lee Morgan, trompettiste de jazz américain (° 10 juillet 1938).
- 20 février : Maria Goeppert-Mayer, physicienne américaine (° 28 juin 1906).
- 21 février :
  - Bronislava Nijinska, danseuse et chorégraphe russe (° 8 janvier 1891).
  - Eugène Tisserant, orientaliste et cardinal français (° 24 mars 1884).
- 22 février : Eric Johansson, athlète suédois, spécialiste du lancer de marteau (° 10 février 1904).
- 25 février : 
  - S. O. Davies, homme politique britannique (° 1886 ou avant).
  - Pierre Overney, militant maoïste (° 1948).
  - Gottfried Fuchs, footballeur international allemand (° 3 mai 1889).
- 27 février : Rolf Hirschland, peintre et dessinateur français d'origine allemande (° 16 février 1907).
- 28 février : Ayodhya Prasad, syndicaliste et homme politique fidjien (° 30 avril 1909).

### Mars
- 1er mars : Antonio Viscardi, philologue italien (° 30 juillet 1900).
- 2 mars :
  - Walter Byron, acteur britannique (° 11 juin 1899).
  - Kiyokata Kaburagi, peintre japonais (° 31 août 1878).
- 3 mars : Victor Denis, footballeur international français (° 12 janvier 1889).
- 4 mars : Maurice Diot, coureur cycliste français (° 13 juin 1922).
- 9 mars : Marie-Anne Asselin, mezzo-soprano canadienne (° 16 septembre 1888).
- 19 mars : Roberto Crippa, peintre et sculpteur italien (° 7 mai 1921).
- 20 mars : Gerard Bosch van Drakestein, coureur cycliste néerlandais (° 24 juillet 1887).
- 23 mars : Cristóbal Balenciaga, couturier espagnol (° 21 janvier 1895).
- 24 mars : Leonardo Bounatian-Benatov, peintre russe puis soviétique (° 16 août 1899).
- 25 mars : André Michel, peintre, graveur, auteur et illustrateur français (° 6 octobre 1900).
- 26 mars : Xie Fuzhi, militaire et homme politique chinois (° 26 septembre 1909).
- 27 mars :
  - Maurits Cornelis Escher, graveur néerlandais (° 17 juin 1898).
  - Raimund Schelcher, acteur allemand (° 27 mars 1910).
  - Ricco Wassmer, peintre suisse (° 13 octobre 1915).
- 29 mars : Antonio Bevilacqua, coureur cycliste italien (° 22 octobre 1918).
- 30 mars : Raymond Decorte, coureur cycliste belge (° 17 mars 1898).
- 31 mars : Ramon Iglesias y Navarri, évêque d'Urgell et Coprince d'Andorre (° 28 janvier 1889).

### Avril
- 4 avril :
  - Adam Clayton Powell Jr., homme politique américain (° 29 novembre 1908).
  - Stefan Wolpe, compositeur d'origine allemande (° 25 août 1902).
- 8 avril :
  - Raphaël Drouart, graveur, peintre et illustrateur français (° 25 décembre 1884).
  - Jean Tranchant, auteur-compositeur-interprète, affichiste et peintre français (° 4 février 1904).
- 13 avril : Jóhannes Sveinsson Kjarval, peintre islandais (° 15 octobre 1885).
- 15 avril : Joe McCann, volontaire républicain irlandais (° 2 novembre 1947).
- 16 avril :
  - Richard Barrett Lowe, homme politique américain (° 8 juillet 1902).
  - Yasunari Kawabata, écrivain japonais (° 14 juin 1899).
- 17 avril :
  - Jean Deville, peintre, graveur et industriel français (° 23 juin 1901).
  - Jan Engels, coureur cycliste belge (° 11 mai 1922).
- 24 avril :
  - Fernando Amorsolo, peintre philippin (° 30 mai 1892).
  - Pierre Lazareff, journaliste et patron de presse français (° 16 avril 1907).
- 26 avril : François Le Bihan, coureur cycliste français (° 16 avril 1935).
- 27 avril : Kwame Nkrumah, homme politique ghanéen (° 21 septembre 1909).
- 29 avril : Juti Ravenna, peintre italien (° 26 décembre 1897).

### Mai
- 2 mai : John Edgar Hoover, directeur du FBI (° 1er janvier 1895).
- 3 mai : Bruce Cabot, acteur américain (° 20 avril 1904).
- 5 mai :
  - Jane Anderson, propagandiste américaine pour le Troisième Reich (° 6 janvier 1888).
  - Georges Ritleng, peintre paysagiste et graveur français (° 6 décembre 1875).
- 10 mai : Francisco Bores, peintre espagnol (° 6 mai 1898).
- 11 mai : Lee Beom-seok, homme d'État sud-coréen (° 20 octobre 1900).
- 12 mai : Arkadi Plastov, peintre russe puis soviétique (° 31 janvier 1893).
- 13 mai : Dan Blocker, acteur américain (° 10 décembre 1928).
- 15 mai : Nigel Green, acteur britannique (° 15 octobre 1924).
- 16 mai : José Asunción Flores, compositeur paraguayen (° 27 août 1904).
- 23 mai : Luis Bru, footballeur espagnol (° 1893).
- 24 mai :
  - Pedro Luis Boitel, poète et dissident cubain (° 1931).
  - Eizō Katō, peintre japonais du style nihonga (° 20 août 1906)
- 28 mai : Duc de Windsor ex roi du Royaume-Uni : Édouard VIII (° 23 juin 1894).
- 29 mai : Lucian Bernhard, graphiste, affichiste, créateur de caractères, architecte d’intérieur et professeur allemand (° 15 mai 1883).

### Juin
- 5 juin : Louis Mottiat, coureur cycliste belge (° 6 juillet 1889).
- 6 juin : Pierre-Louis Cadre, peintre français (° 24 mars 1884).
- 14 juin : Dett, peintre animalière française (° 8 janvier 1885).
- 18 juin : Léa Lafugie, exploratrice et peintre française (° 11 février 1890).
- 24 juin : Géo Ham, peintre et illustrateur français (° 19 septembre 1900).
- 25 juin : Élisabeth Branly-Tournon, peintre française (° 19 novembre 1889).
- 26 juin : Gabriel Pomerand, poète et peintre lettriste français (° 13 juin 1926).
- 29 juin : Boby Lapointe, chanteur français (° 16 avril 1922).
- 30 juin : Francisco de Madina, prêtre conventuel et compositeur espagnol (° 29 janvier 1907).

### Juillet
- 2 juillet : Louis Latapie, peintre et graveur français (° 11 juillet 1891).
- 3 juillet : Vittorio Mascheroni, compositeur italien (° 3 mars 1895).
- 6 juillet : Brandon de Wilde, acteur américain (° 9 avril 1942).
- 7 juillet : Hélène Clément-Benois, peintre et décoratrice russe (° 31 mars 1898).
- 12 juillet : Carles Bestit, footballeur espagnol (° 7 mars 1908).
- 17 juillet : Shena Simon, femme politique, féministe, pédagogue et écrivaine britannique (° 21 octobre 1883).
- 20 juillet : Jean-Gabriel Goulinat, peintre français (° 9 février 1883).
- 20 juillet ou 23 juillet : André Evard, peintre et dessinateur suisse (° 1er juin 1876).
- 21 juillet :
  - François Desnoyer, peintre français (° 30 septembre 1894).
  - Jigme Dorji Wangchuck, roi du Bhoutan depuis 1952 (° 2 mai 1929).
- 22 juillet : Charles de Chauton, fonctionnaire et historien local français (° 12 février 1894).
- 27 juillet : Richard Coudenhove-Kalergi, homme politique, essayiste, historien et philosophe d'origine austro-hongroise par son père et japonaise par sa mère (° 16 novembre 1894).
- 31 juillet :
  - Mikhaïl Artamonov, historien et archéologue russe (° 23 novembre 1898).
  - Paul-Henri Spaak, homme politique belge (° 25 janvier 1899).

### Août
- 2 août : Vadim Borissovski, altiste russe puis soviétique (° 19 janvier 1900).
- 5 août : Mezz Mezzrow, clarinettiste et saxophoniste de jazz américain (° 9 novembre 1899).
- 9 août : Hector Martin, coureur cycliste belge (° 26 décembre 1898).
- 14 août :
  - Pierre Brasseur, acteur français (° 22 décembre 1905).
  - Jules Romains, écrivain français (° 26 août 1885).
- 15 août : Alf Hurum, compositeur et peintre norvégien (° 21 septembre 1882).
- 17 août : Ruhana Kuddus, journaliste indonésienne (° 20 décembre 1884).
- 19 août : James Patterson, acteur américain (° 29 juin 1932).
- 27 août : Angelo Dell'Acqua, cardinal italien (° 9 décembre 1903).
- 28 août : René Leibowitz, compositeur, théoricien et chef d'orchestre (° 17 février 1913).

### Septembre
- 1er septembre :
  - He Xiangning, femme politique, peintre et poète chinoise (° 27 juin 1878).
  - Hans Zesch-Ballot, acteur allemand (° 20 mai 1872).
- 4 septembre : René Le Forestier, peintre français (° 17 janvier 1903).
- 5 septembre : Phil Dunham, acteur et écrivain anglais (° 23 avril 1885).
- 6 septembre : Allauddin Khan, maître de musique indienne d'origine bengalie (° 1881).
- 12 septembre : William Boyd, acteur américain (° 5 juin 1895).
- 14 septembre :
  - Arnaldo Carli, coureur cycliste italien (° 30 juillet 1901).
  - Lane Chandler, acteur américain (° 4 juin 1899).
  - Geórgios Petrákis, homme d'affaires et homme politique grec (° 1890).
- 15 septembre : Ásgeir Ásgeirsson, homme politique islandais (° 13 mai 1894).
- 18 septembre : Fritz Glarner, peintre américano-suisse (° 20 juillet 1899).
- 19 septembre : Robert Casadesus, pianiste et compositeur français (° 7 avril 1899).
- 21 septembre :
  - Jean Lébédeff, graveur sur bois et peintre français (° 25 novembre 1884).
  - Henry de Montherlant, romancier, essayiste, auteur dramatique et académicien français (° 20 avril 1895).
- 23 septembre : Pierre Abadie, peintre, graveur sur bois et céramiste français (° 22 août 1896).
- 24 septembre : Paul Albert Mathey, peintre suisse (° 16 février 1891).
- 25 septembre : Friedrich Schröder, compositeur allemand (° 6 août 1910).
- 26 septembre : Eugene Spiro, peintre et graphiste allemand d'origine ashkénaze (° 18 avril 1874).
- 27 septembre : Shiyali Ramamrita Ranganathan mathématicien et bibliothécaire indien (° 9 août 1892).
- 28 septembre : Maurice Thiriet, compositeur français (° 2 mai 1906).
- 29 septembre :
  - Albert Braïtou-Sala, peintre français (° 16 février 1885).
  - Edward Sloman, réalisateur, acteur, scénariste et producteur britannique (° 19 juillet 1886).

### Octobre
- 8 octobre : Julien Maitron, coureur cycliste français (° 20 février 1881).
- 9 octobre : Giuseppe Capogrossi, graphiste et peintre italien  (° 7 mars 1900).
- 10 octobre : Kenneth Edgeworth, ingénieur et astronome irlandais (° 26 février 1880).
- 16 octobre :
  - Leo G. Carroll, acteur américain d'origine britannique (° 25 octobre 1886).
  - Frédéric Dupré, architecte, décorateur et peintre français (° 12 novembre 1881).
- 17 octobre : Paul Westermeier, acteur allemand (° 9 juillet 1892).
- 19 octobre : Rudy Bowman, acteur américain (° 15 décembre 1890).
- 20 octobre : Harlow Shapley, astrophysicien américain (° 2 novembre 1885).
- 23 octobre : Kubushiro Ochimi, cheffe religieuse, militante pour la tempérance et féministe japonaise (° 16 décembre 1882).
- 27 octobre : Katherine Oppenheimer, biologiste et botaniste germano-américaine (° 8 août 1910).
- 28 octobre : Alejandro Rodríguez Apolinario, footballeur espagnol (° 1er octobre 1892).
- 29 octobre : Fredric Brown, écrivain américain (° 29 octobre 1906).

### Novembre
- 1er novembre :
  - Georges Bohy, homme politique belge (° 1er novembre 1897).
  - Mladen Josić, peintre serbe puis yougoslave (° 15 juillet 1897).
  - Ezra Pound, poète américain (° 30 octobre 1885).
- 5 novembre : Reginald Owen, scénariste, auteur et acteur britannique (° 5 août 1887).
- 7 novembre :  Jānis Roberts Tillbergs, peintre letton (° 2 juillet 1880).
- 8 novembre : Olga Pyjova, actrice soviétique (° 29 octobre 1894).
- 11 novembre :
  - Heriberto Hülse, homme politique brésilien (° 30 avril 1902).
  - Marcel Léon Wigniolle dit Mawig, médecin et peintre français (° 16 novembre 1893).
- 12 novembre : Kim Du-han, chef de gangsters et homme politique sud-coréen (° 15 mai 1918).
- 14 novembre : Anatole Ferrant, homme politique français (° 9 janvier 1886).
- 15 novembre : Henri Simon-Dubuisson, officier de marine, compagnon de la Libération (° 26 avril 1912).
- 18 novembre : Joseph-Émile Bégule, peintre et peintre-verrier français (° 25 août 1880).
- 20 novembre : Ennio Flaiano, écrivain italien, dramaturge, romancier, scénariste de films, journaliste et critique dramatique  (° 5 mars 1910).
- 21 novembre : Marcel Meys, peintre et photographe français (° 16 février 1886).
- 22 novembre : Raymond Souplex, acteur, dialoguiste, scénariste et chansonnier français (° 1er juin 1901).
- 23 novembre : Bernard Nedell, acteur américain (° 14 octobre 1893).
- 28 novembre :
  - Havergal Brian, compositeur et critique musical britannique (° 29 janvier 1876).
  - Henri Sausin, coureur cycliste français (° 12 octobre 1909).

### Décembre
- 2 décembre :
  - Ettore Bastico, militaire italien (° 9 avril 1876).
  - Émile Denegri, footballeur français (° 10 janvier 1910).
- 3 décembre : Rudolf Perak, compositeur autrichien (° 29 mars 1891).
- 4 décembre : Paul Jean Hugues, peintre français (° 6 mars 1891).
- 7 décembre :
  - Lionel Floch, peintre, graveur et dessinateur français (° 9 mai 1875).
  - Klaus Pringsheim, chef d'orchestre, compositeur, professeur de musique et critique musical allemand (° 24 juillet 1883).
- 14 décembre : Adrienne Jouclard, peintre, dessinatrice et graveuse à la pointe sèche française (° 4 septembre 1882).
- 20 décembre :
  - Karel Kaers, coureur cycliste belge (° 3 juin 1914).
  - Guido Marussig, peintre italien (° 14 décembre 1885).
- 21 décembre : Lucien Balozet, biologiste français (° 27 août 1892).
- 23 décembre : Jean Dreyfus-Stern, peintre et graveur français (° 20 décembre 1890).
- 25 décembre : Chakravarti Rajagopalachari, juriste, écrivain, homme d'État indien et spiritualiste hindou (° 10 décembre 1878).
- 26 décembre : Harry S. Truman, président des États-Unis (° 8 mai 1884).
- 27 décembre : Lester B. Pearson, diplomate et homme d'État canadien, prix nobel de la paix en 1957 (° 23 avril 1897).
- 29 décembre : Armand Boutrolle, sculpteur, français (° 28 février 1886).
- 30 décembre : Laurent Mbariko, homme politique congolais (° 19 janvier 1925).

### Date précise inconnue
- Alice Burchard-Bélaváry, peintre hongroise (° 24 août 1901).
- Pierre Langlade, peintre français (° février 1907).